# Vonges
Vonges és un municipi francès, situat al departament de la Costa d'Or i a la regió de Borgonya - Franc Comtat. L'any 2007 tenia 335 habitants.

## Demografia

### Població
El 2007 la població de fet de Vonges era de 335 persones. Hi havia 136 famílies, de les quals 36 eren unipersonals (20 homes vivint sols i 16 dones vivint soles), 40 parelles sense fills, 52 parelles amb fills i 8 famílies monoparentals amb fills.
La població ha evolucionat segons el següent gràfic:
Habitants censats

### Habitatges
El 2007 hi havia 148 habitatges, 133 eren l'habitatge principal de la família, 8 eren segones residències i 6 estaven desocupats. 131 eren cases i 14 eren apartaments. Dels 133 habitatges principals, 95 estaven ocupats pels seus propietaris, 36 estaven llogats i ocupats pels llogaters i 2 estaven cedits a títol gratuït; 1 tenia una cambra, 5 en tenien dues, 17 en tenien tres, 47 en tenien quatre i 63 en tenien cinc o més. 83 habitatges disposaven pel capbaix d'una plaça de pàrquing. A 55 habitatges hi havia un automòbil i a 59 n'hi havia dos o més.

### Piràmide de població
La piràmide de població per edats i sexe el 2009 era:
| Homes | Edats   | Dones |
| ----- | ------- | ----- |
| 0     | 95 o +  | 0     |
| 4     | 90 a 94 | 0     |
| 4     | 85 a 89 | 4     |
| 0     | 80 a 84 | 8     |
| 4     | 75 a 79 | 12    |
| 4     | 70 a 74 | 8     |
| 8     | 65 a 69 | 4     |
| 0     | 60 a 64 | 0     |
| 8     | 55 a 59 | 8     |
| 0     | 50 a 54 | 8     |
| 28    | 45 a 49 | 4     |
| 8     | 40 a 44 | 8     |
| 16    | 35 a 39 | 16    |
| 8     | 30 a 34 | 8     |
| 12    | 25 a 29 | 8     |
| 12    | 20 a 24 | 12    |
| 4     | 15 a 19 | 12    |
| 4     | 10 a 14 | 12    |
| 12    | 5 a 9   | 0     |
| 4     | 0 a 4   | 4     |

## Economia
El 2007 la població en edat de treballar era de 205 persones, 159 eren actives i 46 eren inactives. De les 159 persones actives 146 estaven ocupades (79 homes i 67 dones) i 13 estaven aturades (3 homes i 10 dones). De les 46 persones inactives 11 estaven jubilades, 13 estaven estudiant i 22 estaven classificades com a «altres inactius».

### Ingressos
El 2009 a Vonges hi havia 133 unitats fiscals que integraven 325 persones, la mediana anual d'ingressos fiscals per persona era de 17.804 €.

### Activitats econòmiques
Dels 9 establiments que hi havia el 2007, 3 eren d'empreses de fabricació d'altres productes industrials, 2 d'empreses de construcció, 2 d'empreses de comerç i reparació d'automòbils, 1 d'una empresa d'hostatgeria i restauració i 1 d'una empresa de serveis.
Dels 2 establiments de servei als particulars que hi havia el 2009, 1 era un guixaire pintor i 1 restaurant.

## Equipaments sanitaris i escolars
El 2009 hi havia 1 escola maternal i 1 escola elemental integrada dins d'un grup escolar amb les comunes properes formant una escola dispersa.

## Poblacions més properes
El següent diagrama mostra les poblacions més properes.